# 瓦利伊夫卡 (蘇梅區)
50°50′10″N 34°15′36″E / 50.83611°N 34.26000°E
瓦利伊夫卡（烏克蘭語：Валіївка）是位於烏克蘭東北部的村莊，由蘇梅州蘇梅區的米科拉伊夫卡镇级市镇負責管轄。該村處於蘇拉河左岸，分別距離穆基伊夫卡1公里和蘇利斯凱1.5公里，海拔高度137米，2001年人口110。